# Côtes du Roussillon
Côtes du Roussillon is een Franse wijn uit Roussillon. 

## Variëteiten
Onder de AOC Côtes du Roussillon valt zowel de rode (39%), witte (3%) als rosé (58%) wijn.

## Kwaliteitsaanduiding
Côtes du Roussillon heeft sinds 1977 een AOC-AOP-status. 

## Gebied
- Ligt in het departement Pyrénées-Orientales.
- Omvat 118 gemeenten waarvan 32 onder Côtes du Roussillon Vilages vallen.
- Het heeft de vorm van een groot amfitheater dat in het oosten begrensd wordt door Middellandse Zee, in het zuiden door het Massif des Albères en Spanje, in het westen door de uitlopers van de Canigou en in het noorden door de Corbières.
- Dit gebied wordt doorkruist door drie rivieren – de Agly, de Têt en de Tech – die ook het landschap met trapsgewijze terrassen en heuvels hebben gevormd.

## Toegestane druivensoorten
- Rood en rosé bestaat uit een blend van minimaal twee van de volgende druivensoorten: grenache noir, syrah, mourvèdre en carignan.
- Wit bestaat uit een blend van minimaal twee van de volgende druivensoorten: grenache blanc, grenache gris, roussanne, marsanne, vermentino, macabeu en malvoisie du Roussillon.

## Opbrengst en productie
- Areaal is 5329 hectare.
- Opbrengst mag maximaal 50 hectoliter/hectare bedragen.
- Productie bedraagt 172.616 hectoliter.